# Willi Weber (Politiker)
Willi Weber (* 15. Juni 1914 in Kaiserswalde bei Schluckenau, Böhmen; † 3. Mai 1975 in Gera; eigentlich Wilhelm Weber) war ein deutscher Kommunalpolitiker der SED, von 1955 bis 1957 Oberbürgermeister von Johanngeorgenstadt und von 1958 bis 1962 Oberbürgermeister von Gera.

## Werdegang
Der Sohn eines Messerschmieds und einer Weberin wurde im Alter von 14 Jahren Mitglied der sozialistischen Arbeiterjugend. Er absolvierte eine kaufmännische Lehre bei der Nordböhmischen Holzwarenindustrie Schluckenau, die er 1932 abschloss. Da er keine weitere Anstellung erhielt, verdiente er danach bis 1935 seinen Lebensunterhalt als Hilfsarbeiter in einer Filzfabrik. Anschließend leistete er bis 1937 seinen Wehrdienst im tschechoslowakischen Heer ab. Seit 1936 gehörte er der KPC an.
Nach dem Anschluss des Sudetenlandes an das Deutsche Reich wurde Weber 1939 zur Wehrmacht eingezogen und war bei Kriegsende Obergefreiter. Von 1945 bis 1950 war er hauptamtlicher Parteifunktionär der KPD (nach der Zwangsvereinigung von SPD und KPD 1946  SED). Danach war er bei der SDAG Wismut unter anderem als Hauer, Fördermann, stellvertretender Schachtleiter und als Parteisekretär tätig. Im Juli 1955 wurde er Oberbürgermeister von Johanngeorgenstadt im Erzgebirge, das wegen seiner Bedeutung für den Wismut-Uranerzbergbau von 1952 bis 1957 einen eigenen Stadtkreis bildete. 
Nach der Auflösung des Stadtkreises Johanngeorgenstadt wurde Weber am 30. Dezember 1958 zum Oberbürgermeister von Gera gewählt. Während seiner Amtszeit überschritt Gera 1959 die Zahl von 100.000 Einwohnern und wurde dadurch zur Großstadt. Am 22. November 1962 wurde Weber aus dem Oberbürgermeisteramt verabschiedet und übernahm Funktionen im VEB Kombinat Keramische Werke Hermsdorf (KWH), unter anderem als BGL-Vorsitzender.